# Nậm Mòn
Nậm Mòn là một xã thuộc huyện Bắc Hà, tỉnh Lào Cai, Việt Nam.

## Địa lý
Xã Nậm Mòn có diện tích 34,17 km², dân số năm 1999 là 2.088 người, mật độ dân số đạt 61 người/km².
Toàn xã có 6 thành phần dân tộc: Mông, Tày, Nùng, Phù Lá, Dao, Kinh.

## Lịch sử
Tên gọi Nậm Mòn theo tiếng Tày có nghĩa là “nguồn nước”.